# El Avatar y el Señor del Fuego (Avatar: La Leyenda de Aang)
El Avatar y el Señor del Fuego (Avatar: La Leyenda de Aang) es el cuadragésimo sexto episodio de la serie animada de televisión Avatar: la leyenda de Aang y el sexto capítulo de la tercera temporada.

## Argumento
El episodio empieza con una gran muralla de llamas; de entre ellas sale Roku y le dice a Aang que ya es hora que le cuente cómo inició la guerra y cómo era su relación con el Señor del Fuego Sozin y dice que para enseñarle debe ir al lugar donde una vez estuvo el hogar de Roku. Después, el Príncipe Zuko es asustado por alguien que se aproximaba hacia su aposento. Rápidamente va hacia la entrada donde no encuentra a nadie, solo encuentra una nota, donde le dice que es hora de que conozca la verdadera historia de su bisabuelo y cómo este murió. 
A la mañana siguiente aparece el grupo dirigiéndose hacia la isla que Roku mencionó mientras que Aang hace una nube alrededor de Appa para que los buques de la Nación del Fuego que patrullaban la zona no los detecten. Finalmente llegan a la isla donde estaba el hogar de Roku. Al llegar Katara afirma que no hay nada, cuando Toph baja, se da cuenta de que sí hay algo, dice que hay muchas casas debajo y que están totalmente intactas. Mientras tanto, Zuko se para enfrente de un retrato del Señor del Fuego Sozin, en ese instante aparece Azula y aprovechando la ocasión le pide a Azula que le diga un poco sobre Sozin y Azula acepta, aunque no le dice mucho, solo que fue el Señor del Fuego quien inició la guerra de los Cien Años con el poder del cometa y que murió en paz siendo un hombre ya muy anciano. 
Entre tanto, el mismo Aang está meditando sobre un acantilado enfrente del ocaso, sus tatuajes brillan y entra al mundo de los espíritus, donde aparece Roku montado sobre su dragón. Por otro lado, Zuko sigue confundido con la nota, ya que no entiende que significa y en su desesperación la lanza hacia la vela que está cerca de su cama, esto hace que un grabado secreto se revele y Zuko lo agarra rápidamente para ver que lo que dice, después de esto se dirige hacia el templo de su ciudad, donde ve a un Sabio del Fuego ir hacia un signo marcado en el piso, hace Fuego Control y el signo se abre revelando unas escaleras descendientes, Zuko se queda esperando lo suficiente para que pueda entrar y repite lo mismo que hizo el monje, al descender se encuentra un túnel secreto que lo conduce hacia una estatua del Señor del Fuego Sozin y tiene una insignia de la Nación del Fuego, Zuko coloca su mano sobre ella y hace Fuego Control, al hacerlo la estatua se ilumina y se desliza donde da a revelar una entrada hacia otra sala secreta, donde se encuentra la estatua de un dragón y frente a ella un par de pergaminos, llenos de telarañas que resultan ser las memorias del propio Sozin. A partir de aquí mientras Zuko empieza a leer la historia de su bisabuelo concuerda al mismo tiempo con lo que Roku relata. 
Mientras tanto, Roku extiende la mano para que Aang pueda subir con él y viajar a su tiempo de juventud, aquí se muestra a Roku joven luchando con un chico por diversión, ambos están en un jardín extenso, donde su compañero por inteligencia lo vence, Aang se queda impresionado al darse cuenta de que su compañero es Sozin (cuando era príncipe) y Roku agrega que antes eran los mejores amigos y lo compartían todo, incluso el mismo día de nacimiento. Cuando el joven Roku iba saliendo del jardín pasó en frente de él una chica, lo que causó que inmediatamente se sonrojara y se la quedó contemplando, trató de hablar con ella pero no pudo y mientras la chica se iba se sonrojo también, lo que indica que también le gusta. Después el espíritu de Roku lleva a Aang hacia otra escena del pasado, donde aparece una fiesta por el cumpleaños de Roku y de Sozin, había gente al frente de un templo y de este salieron Roku y Sozin con mayor edad, al bajar las escaleras, apareció la misma chica que le gustaba al joven Roku, al verla hizo que el joven Roku perdiera el equilibrio, en esto Sozin lo agarra evitando que cayera. En ese instante aparecieron monjes de la Nación del Fuego. En un primer momento Sozin temió que viniesen a informarle sobre la muerte de su padre pero los Sabios del Fuego se dirigieron a Roku y le dijeron que él era el nuevo Avatar. En esto todos le hicieron reverencia a Roku, incluido Sozin. 
Después el joven Roku se despide de su buen amigo Sozin, ya que necesita viajar por el mundo para llevar a cabo su entrenamiento de Avatar, y para recordar su amistad Sozin le regala el adorno real que lleva en el pelo, y Roku se lo pone en el suyo. Roku empieza con el aire y se dirige hacia los Nómadas del Aire, en su entrenamiento conoce al Monje Gyatso - quien por entonces era un joven aprendiz, no mayor que Aang- y se hicieron amigos. Esto sorprendió mucho a Aang y Roku le dijo que hay amistades que traspasan la vida. Después viaja hacia el Polo Norte donde es entrenado por un maestro agua, al final, el joven Roku lo vence fácilmente, después viaja hacia el reino tierra, para terminar con su entrenamiento y finalmente tiene el total control sobre los 4 elementos tras doce años de entrenamiento. Después de esto, Roku decide volver finalmente a casa donde se reencuentra con Sozin, quien ya era el Señor del Fuego, y ambos se alegran mucho. Unos meses después, se casa con la misma chica que conoció un tiempo atrás, en la fiesta de su boda, Sozin le pide a Roku que hablen en privado, aquí Sozin le dice que el mundo necesita otro orden y así como la Nación del Fuego había conseguido generar progreso y prosperidad dentro de sus fronteras podía hacer lo mismo con el resto del mundo si lograba someterlo a su dominio. Roku le responde que no, que las cuatro naciones debían ser eso: cuatro. Sozin le responde que no estaba viendo todas las posibilidades. Roku le dice que no hay ninguna posibilidad y que no quería volver a escuchar esa idea. En ese momento Roku se retira, dejando a Sozin solo y bastante molesto con la negativa de Roku. Varios años después, Roku viajaba montado en su dragón sobre el Reino Tierra, y al ver una colonia fundada por la Nación del Fuego, supo que solo Sozin sería capaz de cometer tal atropello. Fue hacia su palacio a decirle que cómo se atrevía a tomar territorios del Reino Tierra después de la conversación que tuvieron y Sozin le respondió que cómo él, siendo un ciudadano de la Nación del Fuego, se atrevía a dirigirse de esa forma a su Señor del Fuego, que su lealtad era primero con su nación y si no era un traidor a la misma. Roku le dijo que no siga provocándolo porque si no iba a terminar todo mal. Dado que Sozin no cambió de opinión Roku dijo que todo terminaba aquí. Cuando Roku le da la espalda, Sozin lo ataca con gran fuerza, en esto Roku desaparece, aparece del suelo donde aplica aire y tierra control, después entra en estado avatar, destruyendo todo el palacio de Sozin. Éste quedó colgado en una columna y Roku se le acerca utilizando Aire Control y le dijo que por esta vez, y como recuerdo por su antigua amistad, lo dejaría ir, pero si volvía a sorprenderlo intentado alterar el equilibrio del mundo no dudaría en acabar con su vida. Sozin lo escuchó en silencio, irritado y al mismo tiempo resignado, ya que comprendió que no podía vencer al Avatar.
Después de ese encuentro, Roku le continuó comentando a Aang que él y Sozin no volvieron a verse por veinticinco años, hasta que una noche él y su esposa, que ya eran dos personas muy mayores, fueron despertados por un fuerte sonido y temblor y salieron corriendo para ver que era y se dieron cuenta de que el volcán de la Isla de Sozin iba a entrar en fase de erupción, por lo que Roku se abrió paso con su Aire Control y ambos salieron del lugar tan rápido como pudieron y también evacuaron a todos los habitantes de la isla, pero era demasiado tarde, ya que el volcán ya estaba fuera de su control y empezó a soltar una gran y masiva cantidad de lava y gases volcánicos tóxicos, antes de llegar a los botes y salir de la isla, Roku quiso evitar la terrible destrucción del volcán, por lo que este decide regresar para intentar ganar algo de tiempo y tratar de controlarlo, usó todas las técnicas de los 4 elementos a su disposición e hizo lo mejor que pudo, pero en ese instante el volcán desató aún más su furia dejando en problemas a Roku, ya que era demasiado para poder controlarlo, en eso entró en Estado Avatar e hizo una salida por la parte de atrás del volcán, logrando que toda la lava se fuera en una dirección opuesta al océano, sin embargo el otro volcán que estaba casi a la par del otro, igualmente entró en fase de erupción, al verlo Roku perdió toda la esperanza de salvar a la isla, pero justo en ese momento Sozin se aparece montado sobre un dragón y vino con intenciones de ayudarlo a controlar la situación y juntos trataron de calmar la furia del segundo volcán, pero no fue suficiente, al no tener opción ambos deciden huir rápido de la zona del volcán, esquivando las grietas con gases volcánicos tóxicos a presión, pero desafortunadamente en un pequeño descuido de Roku, este es interceptado por una de estas grietas y recibe el impacto directo en su rostro, dejándolo demasiado mareado, débil y sin fuerzas para moverse, donde también pierde el equilibrio, en ese instante un agonizante Roku le pide su ayuda a su viejo amigo Sozin para escapar, sin embargo en última instancia Sozin opta por traicionar a su amigo Roku bajo el pretexto de que con el Avatar fuera de su camino sus planes de conquista al fin serán posibles de lograr, por lo que este sube a su dragón y escapa de la escena dejando a Roku agonizando y a su suerte, pero justo cuando venía descendiendo del volcán un peligroso flujo piroclástico, el dragón de Roku se coloca frente a él para intentar protegerlo, pero lamentablemente esto resulta ser inútil y ambos desgraciadamente mueren. Tras esto, se ve otra imagen del pasado donde se ve el nacimiento de un bebé, Aang y se da cuenta de que es él, finalmente Roku tras mostrarle la verdad sobre lo que paso hace 100 años decide que es tiempo de irse, no sin antes decirle Aang que trate de encontrar la verdad de su pasado y solo así podrá devolverle el equilibrio al mundo. Mientras tanto, Zuko sigue leyendo las memorias de su bisabuelo y como Sozin tomó ventaja de la ausencia y muerte del Avatar Roku, pero sobre todo el paso del gran cometa que aumentaba sus poderes de Fuego Control para así iniciar su guerra de conquista. Pero en medio de toda sus ambiciones, Sozin también recordó que el próximo Avatar nacería entre los Nómadas del Aire así que por tal motivo atacó todos los Templos del Aire, especialmente el Templo Aire del Sur y los exterminó a todos en un brutal genocidio, en un intento por detener el Ciclo del Avatar y eliminarlo de una vez y para siempre, pero desafortunadamente el nuevo Avatar logró escapar y ocultarse de la Nación del Fuego durante la brutal masacre y no pudo encontrarlo por ninguna parte y durante toda su vida buscó incansablemente al Avatar, pero todo terminó siendo en vano ya que nunca pudo encontrarlo, momentos después la imagen muestra cómo en una de esas expediciones por el Polo Sur, un buque de la Nación del Fuego paso muy cerca de donde se encontraba Aang y su bisonte Appa congelados en un iceberg bajo el agua, pero jamás los encontró. Desde entonces, dedicó lo que le quedaba de vida a encontrar y aniquilar al que veía como la mayor amenaza para su nación y sus ambiciones: el último Maestro Aire. No obstante, cuando Zuko quiere seguir buscando más detalles del testamento de su bisabuelo, descubre que una parte del texto aún está incompleta y se pregunta dónde está el resto y asume que ya no existen más registros.
Para averiguar la verdad, Zuko decide ir a ver a su tío Iroh y adivina que fue este el que le dio el pergamino y le pregunta si su bisabuelo sigue vivo, lo cual poco después desmiente Iroh diciendo que no entendió el mensaje. En ese momento, Zuko se extraña bastante, ya que los pergaminos que encontró no dicen nada sobre la muerte de Sozin que él no supiera. Pero su tío Iroh le comenta que él no se refería al bisabuelo por parte de su padre, sino que en realidad se refería al bisabuelo por parte de su madre, que resulta ser nada más y nada menos que el Avatar Roku. Sorprendido por la revelación, Zuko se confunde y cae en una crisis existencial por esto y le pregunta a si tío por qué le cuenta todo esto ahora y su tío le revela que esto se debe a la explicación de sus conflictos emocionales que este ha sufrido en los últimos años, ya que tanto el bien como el mal se enfrentan dentro de su propio ser y que es una herencia peculiar que el propio Zuko posee y la que le permitirá expiar todos los pecados cometidos por la Familia Real de la Nación del Fuego ("Nuestra familia") y devolverle la paz y el equilibrio al mundo. Momentos después, Iroh saca de un ladrillo de su celda un objeto oculto que resulta ser la corona para sujetar el pelo que Sozin una vez le regaló a Roku en ese entonces, confirmando completamente que este fue su bisabuelo y que toda esta historia que le contó es verdad. Mientras tanto, Aang les cuenta lo que ha visto y este cree que puede que haya esperanza con Ozai y que hasta él puede salvarse. Toph se muestra dudosa frente a ello, así que Aang la toma de la mano. Sokka se muestra escéptico ante la afirmación de Aang, pero Katara le menciona a su hermano que cierre la boca y solo le tome su mano, por lo que Sokka obedece en última instancia y entre todos contemplan el cielo tomados de la mano, como si ese sencillo gesto lo dijera todo.
- Datos: Q5820905